# Druhá směna
Druhá směna je český celovečerní film z roku 1940 režiséra Martina Friče. Scénář napali: Karel Steklý, Vilém Werner a Karel Baroch, podle námětu, který napsal Jan Drda. Hudbu k filmu složil Miloš Smatek. Text k písni Zdař Bůh, zdař Bůh napsal Josef Hora; píseň zpíval mužský sbor Českého pěveckého sboru.
Ve filmu hráli: Zdeněk Štěpánek, Vlasta Fabianová, Jaroslav Vojta, Ladislav Boháč, Ladislav Struna, Jindřich Plachta, Eman Fiala, Bolek Prchal, Jan W. Speerger, Vladimír Salač, Karel Dostal, Miloš Nedbal, Bohumil Záhorský, František Kreuzmann starší, František Roland, Alois Dvorský, Karel Postranecký, Vilém Pfeiffer, Miroslav Svoboda, Vítězslav Boček, Karel Beníško, Antonín Zacpal, Karel Valtr Černý, Ladislav Kulhánek, Vladimír Smíchovský, Věkoslav Satoria, Jarmila Holmová a Jaroslav Orlický.

## Děj filmu
Filmová databáze popisuje děj filmu takto:
„Vrchní inženýr Jiří Gregor žije se svou ženou Marií v kraji uhelných dolů. Jejich častým hostem je ing. Petr Lukáš, přítel Jiřího. Jednou však Petr využije Gregorovy nepřítomnosti a vyzná Marii lásku. Když se ji pokusí obejmout, objeví se Jiří. Marie přísahá, že Petrovy city nesdílí. Druhého dne Jiří sfárá do dolu a setká se zde s Petrem. Pohrozí mu smrtí, pokud bude ještě jeho ženu obtěžovat. Vtom se ozve výbuch a Lukáš odejde do hořící štoly se záchrannou četou. Ta se pak vrátí bez něho. Gregor nařídí zedníkům, aby zazdili štolu, ve které Lukáš zmizel, protože požár je nutno lokalizovat. Když neuposlechnou, zazdí ji sám. Na příkaz vyšetřujícího soudce je však za své počínání zatčen...“

## Obsazení hlavní rolí
- Jiří Gregor – Zdeněk Štěpánek
- Marie, žena Jiřího Gregora –  Vlasta Fabianová
- Petr Lukáš – Ladislav Boháč